# Rèquiem (Rutter)

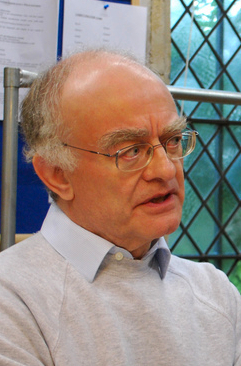
Imatge de John Rutter.

El Rèquiem de John Rutter és un composició musical de parts del rèquiem llatí amb salms afegits en anglès, per a soprano solista, cor mixt i orquestra petita o orgue amb un conjunt instrumental. Es va estrenar el 13 d'octubre de 1985 a l'església Lovers' Lane United Methodist de Dallas, Texas, pel Sanctuary Choir and orchestra. Els moviments 1, 2, 4 i 7 es van realitzar per primera vegada el 14 de març de 1985 a l'església presbiteriana de Fremont, Sacramento, Califòrnia, pel Sanctuary Choir and ensemble. Les dues representacions van ser dirigides pel compositor. The Lord is my Shepherd va ser escrit originalment el 1976 com un himne separat.

## Anàlisi musical[calcitació]
A diferència dels teatrals grans rèquiems de Berlioz i Verdi, la composició de Rutter s'emmarca més aviat en els de tradició devota, com els de Fauré i Duruflé. Les corals que l'han d'interpretar no cal que siguin grans, només té una solista, la instrumentació és sòbria i té una durada inferior als quaranta minuts.
Igual com en els de Fauré i Duruflé, el text llatí de la Missa pro defunctis no hi és sencer, els fragments utilitzats són els que parlen de la llum i del consol que emergeixen i s'imposen a l'obscuritat i la desesperació; i tal com succeeix amb més d'un rèquiem del segle xx, els textos en llengua vernacla es combinen amb textos en el llatí tradicional. Hi ha dos salms associats al ritu funerari, l'ombrívol De profundis (salm 130) i el serenament confiat salm 23. En cadascun hi ha una participació important d'un instrument solista, el violoncel i l'oboè, respectivament. A més a més, els moviments 5 i 7 incorporen frases que pertanyen a la missa de difunts anglicana, en una magnífica llengua anglesa del 1622 del Book of Common Prayer.